# 埃羅鱷

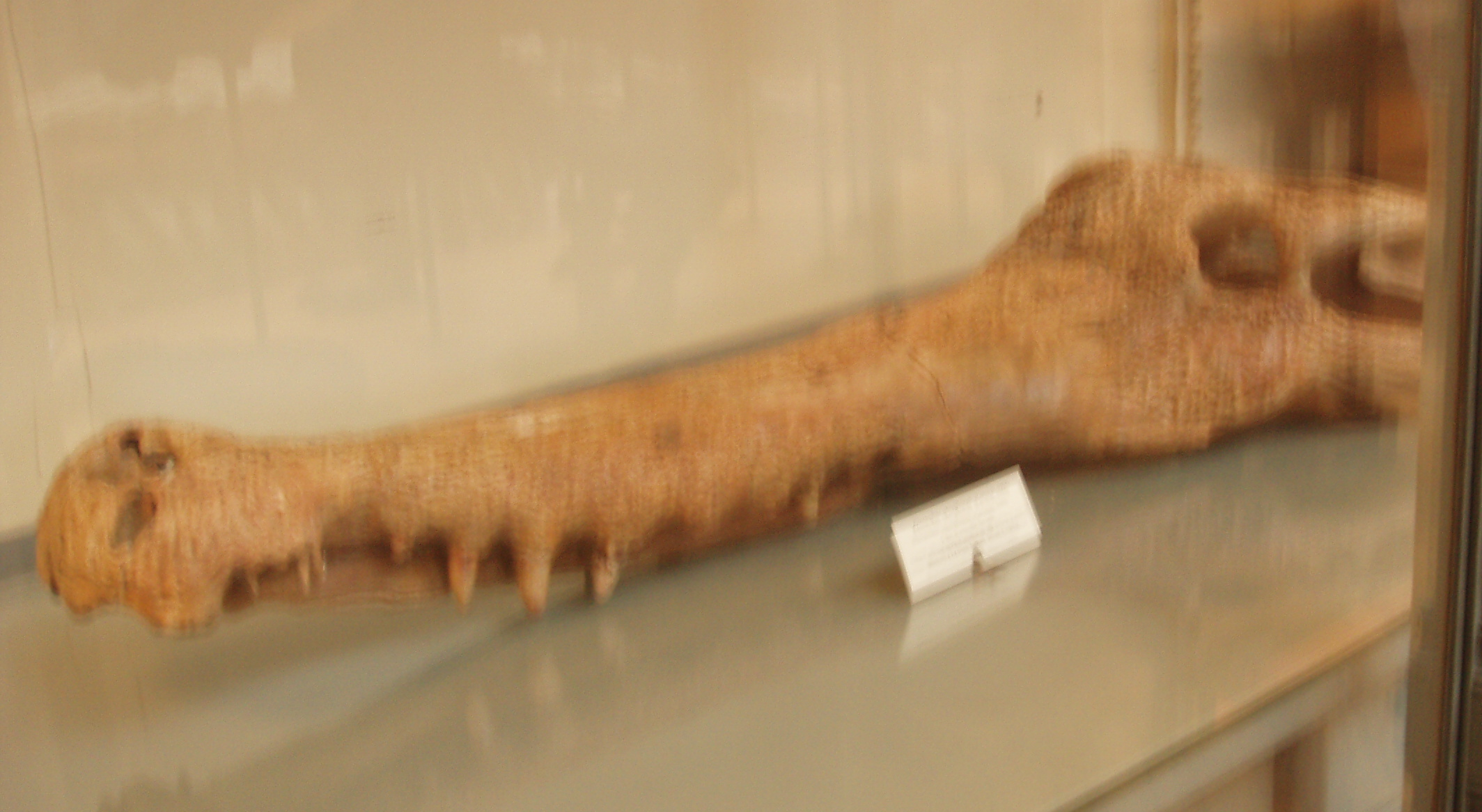
E. cherifiensis的頭骨

埃羅鱷（學名：Elosuchus）是鱷形超目新鱷類的一屬，化石發現於摩洛哥、阿爾及利亞、尼日，生存年代為白堊紀晚期。埃羅鱷具有長口鼻部，類似長吻鱷，可能是完全水生的動物。
埃羅鱷包含兩個種：E. cherifiensis分布於摩洛哥、阿爾及利亞，原本是胸甲鱷（Thoracosaurus）的一個種；第二個種E. felixi則分布於尼日。埃羅鱷是在2002年建立，從胸甲鱷獨立出來。
在2002年，研究人員建立埃羅鱷科，包含埃羅鱷、索托鱷（Stolokrosuchus），索托鱷的化石也發現於尼日。近年種系發生學分析顯示索托鱷是種原始新鱷類，是埃羅鱷的遠親。某些研究則認為大頭鱷科演化支包含埃羅鱷；某些研究則認為埃羅鱷屬於大頭鱷科、森林鱷科的演化支，跟帝鱷是近親。